# 上海京劇院
上海京劇院是上海大型公營京劇院團，直屬中國共產黨上海市委員會宣傳部管理。
上海京劇院成立于1955年3月，由当时原有的幾個公營京劇團華東戲曲研究院華東實驗京劇團、上海市人民京劇團、新民京劇團組建而成，創院院長周信芳，一时汇集了周信芳、蓋叫天、童芷苓、李玉茹、言慧珠、沈金波、童祥苓、黃桂秋、小王桂卿、黃正勤、王正屏、孫正陽、金素雯、趙曉嵐、王燮元、趙濟羹、張鑫海、郝德泉、查長生、黎秋覺、高明亮、王玉璞、蔣阿炳、馬錦良等京劇表演藝術家。天蟾舞台改公營後，亦由劇院負責經營管理。
1966年文化大革命爆發以前，劇院曾參加《武松》、《宋士杰》、《周信芳舞台藝術》、《尤三姐》等多部京劇電影的攝製，紀錄保存了周信芳、蓋叫天、童芷苓、李玉茹等京劇表演藝術家的舞台藝術。
文革開始后，劇院排演的《智取威虎山》、《海港》两出現代京劇（京劇現代戲）被列進第一批八個樣板戲里面。第二批樣板戲裡的《龍江頌》和《磐石灣》也是劇院排演的。《智取威虎山》、《海港》、《龍江頌》、《磐石灣》都拍成京劇電影。
2011年，上海京剧院由上海京昆艺术中心劃歸上海戏曲艺术中心管理。
編制內人員超過330人，設一团、二团兩個擔負演出任務的京劇團及樂隊（含京劇樂器、民樂器、西方管弦樂器）、舞台美術中心等部門。中华人民共和国成立后培養的金國賢、尤繼舜、李壽成、李朝貴、嚴慶谷等京劇表演藝術家都在劇院工作，擁有大批一級演員（前場和樂隊）和國家一級編劇、導演、作曲、舞台美術設計等創作人員。
新時期創作劇目有《曹操與楊修》、《曹雪芹》、《貍貓換太子》、《扈三娘與王英》、《寶蓮燈》、《貞觀盛事》、《廉吏于成龍》、《王子復仇記》（以上古裝戲）、《熱血悲情》、《生死界》、《映山紅》（以上現代戲）等。
現任領導是黨委書記兼院長孫重亮（國家一級導演）。

## 外部連結
- 上海京劇院